# Parmelia shinanoana
Parmelia shinanoana är en lavart som beskrevs av Zahlbr. Parmelia shinanoana ingår i släktet Parmelia och familjen Parmeliaceae.   Inga underarter finns listade i Catalogue of Life.